# Breaking aux Jeux olympiques
La première apparition du breaking aux Jeux olympiques a eu lieu en 2024 aux Jeux de Paris 2024. C’est à Buenos Aires que ce sport fut présenté au public olympique lors des Jeux olympiques de la jeunesse de 2018 et la discipline est également présente en 2022 aux Jeux mondiaux à Birmingham pour la première fois.

## Histoire
Le 21 février 2019, le Comité d'organisation des Jeux olympiques et paralympiques d'été de 2024 propose l'introduction de quatre nouvelles disciplines en 2024 : l'escalade, le surf, le skateboard et le breaking. Pour le breaking, cette proposition fait suite à son introduction aux Jeux olympiques de la jeunesse en 2018 à Buenos Aires et aux bons résultats obtenus alors par les Français. Si cette annonce provoque joie et espoir dans le milieu du breaking (Mounir Biba, vu comme le référent de la discipline en France, parle d'une « énorme victoire » avant même la validation de la proposition par le Comité international olympique), elle se heurte à plusieurs difficultés, notamment l'absence de structuration de cette discipline venue de la rue, et à la colère de plusieurs autres disciplines non invitées : « J’accepterai que l’on perde contre le squash mais contre le breakdance, c’est hallucinant » déclare dans L'Équipe Jean-Pierre Guiraud, président adjoint de la Fédération française de billard,.
Le 7 décembre 2020, le programme est arrêté par la commission exécutive du CIO avec la confirmation de l'intégration du breaking en tant que sport additionnel ; deux épreuves de breaking, une masculine et une féminine sont au programme. Tony Estanguet, président du comité de direction des JO de Paris, justifie cette intégration du breaking, du skate, de l'escalade et du surf pour « parler à la jeunesse » et par le fait que ces disciplines ont la capacité « à être partagées sur les réseaux sociaux ». Les épreuves de breaking se déroulent finalement à Paris du 9 août au 11 août 2024. En revanche, la discipline n’est pas reconduite pour les Jeux olympiques d'été de 2028 qui se tiennent à Los Angeles.

## Palmarès

### Palmarès B-Boys
| Édition    | Or                             | Argent                        | Bronze                         |
| ---------- | ------------------------------ | ----------------------------- | ------------------------------ |
| Paris 2024 | Philip Kim (CAN) (Phil Wizard) | Danis Civil (FRA) (Dany Dann) | Victor Montalvo (USA) (Victor) |

### Palmarès B-Girls
| Édition    | Or                    | Argent                         | Bronze                 |
| ---------- | --------------------- | ------------------------------ | ---------------------- |
| Paris 2024 | Ami Yuasa (JPN) (Ami) | Dominika Banevič (LTU) (Nicka) | Liu Qingyi (CHN) (671) |